# Bréville, Charente

Bréville este o comună în departamentul Charente, Franța. În 1 ianuarie 2022 avea o populație de 440 de locuitori.